# Konkoly Thege Miklós

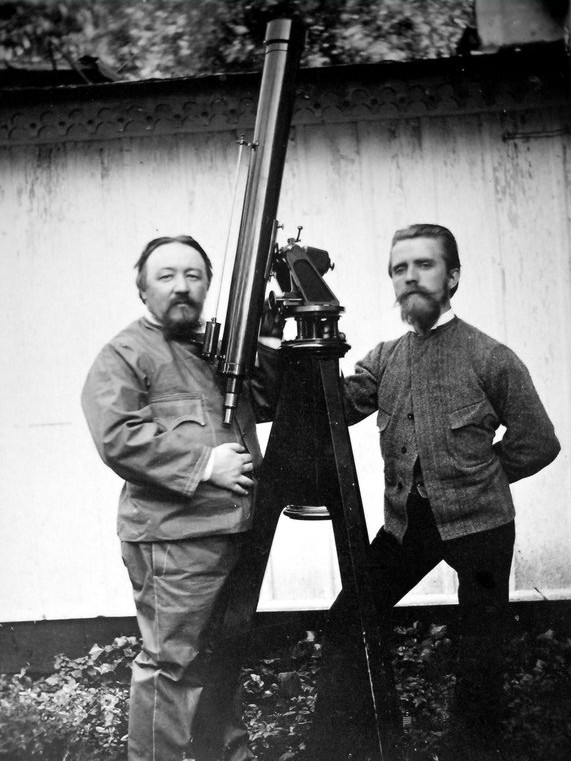
Konkoly Thege Miklós és Hermann Kobold német csillagász. 1880-as évek

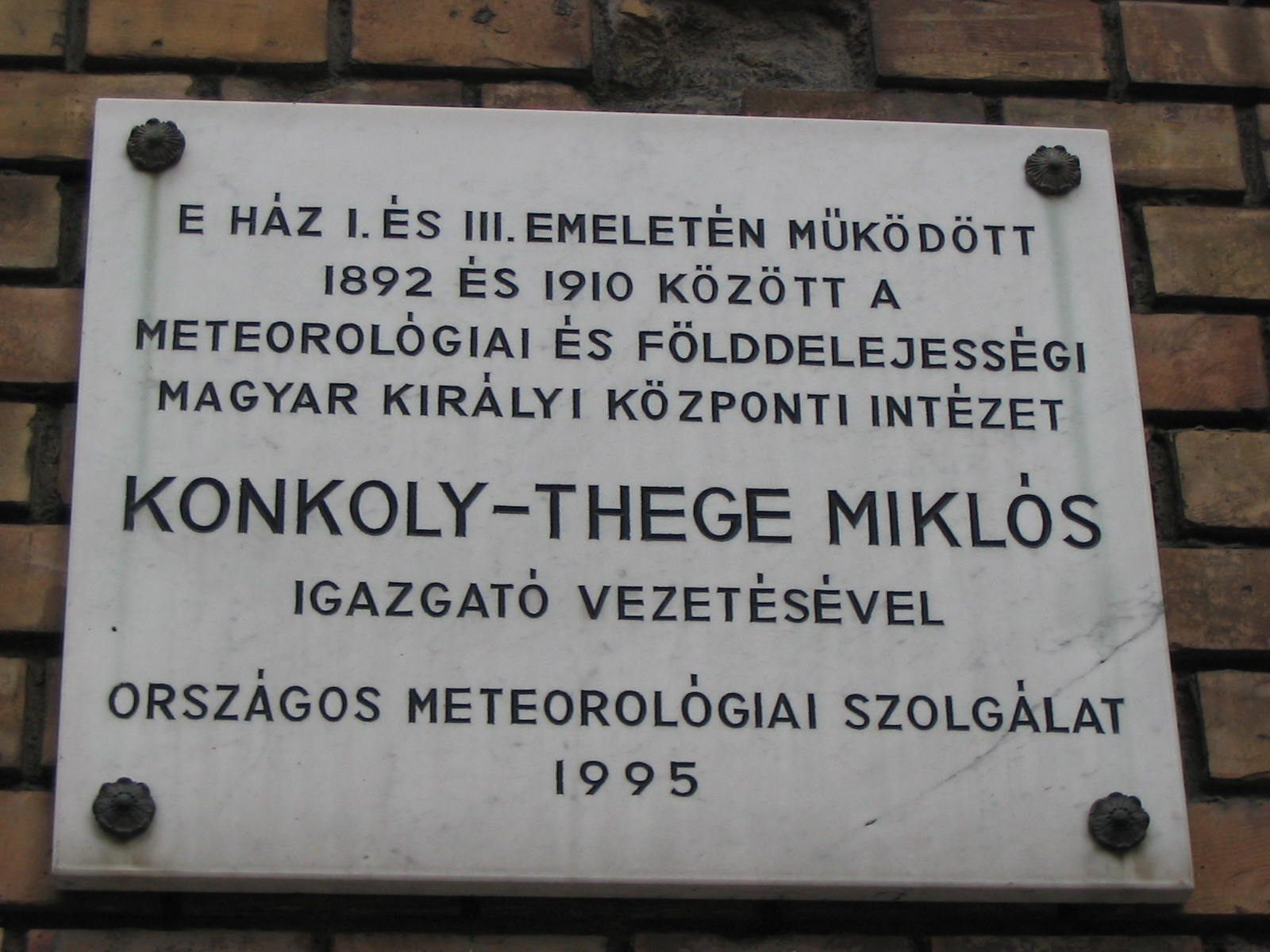
Konkoly-Thege Miklós emléktáblája Budapesten

Konkoly Thege Miklós (e: konkoli-tege) (Pest, 1842. január 20. – Budapest, 1916. február 17.) csillagász, meteorológus, az MTA tagja, zeneszerző, országgyűlési képviselő.

## Élete és munkássága
Gazdag felvidéki földbirtokos nemesi család egyetlen fiúgyermekeként született. Apja Konkoly-Thege Elek (1813-1884), Komárom vármegye szolgabírája, anyja bernátfalvi Földváry Klára (1820-1903) volt. Nagyszülei Konkoly-Thege Gábor (1780-1827) és Galambos Mária (1793-1839) voltak.
1842. január 25-én keresztelték meg Pesten, a Kálvin téri református templomban. Magánúton folytatott középiskolai tanulmányokat. 16 évesen a pesti egyetemen először jogot, majd érdeklődésének megfelelően fizikát tanult olyan mesterektől, mint Jedlik Ányos. Tanulmányait 1860-tól Berlinben folytatta, ahol megismerkedett a csillagászattal is, tanára Johann Franz Encke volt. 1861-ben szerzett doktori oklevelet.
1864-ben letette még a hajóskapitányi és hajógépészeti vizsgát, épített magának egy jachtot, amely később egy török személy birtokába került. 1867. április 26-án, az akkori politikai áramlatnak engedve, Komárom vármegye aljegyzője lett, azonban a hivatal viseléshez nem volt kedve, arról csakhamar lemondott, és kizárólag a csillagászati tanulmányoknak szentelte idejét.
1869-ben ógyallai birtokán csillagvizsgálót építtetett, amelyet az évek során nemzetközi hírű obszervatóriummá bővített. Megfigyelései 1871-ben kezdődtek. Leginkább a meteorok és üstökösök kutatása során ért el jelentősebb eredményeket, de foglalkozott bolygók észlelésével és spektroszkópiás (színképelemzéses) vizsgálatokkal is. A csillagászat műszaki oldala sem hagyta hidegen, több távcsövet, spektroszkópot is tervezett, illetve készített.
Az ő közreműködésének köszönhetően létesültek a következő csillagvizsgálók: 1878-ban a Haynald-obszervatórium Kalocsán, 1881-ben Gothard Jenő és Sándor obszervatóriuma Herényben, majd 1886-ban Podmaniczkyéké Kiskartalon.
1890. szeptember 19-től 1911-ben történt nyugállományba vonulásáig társadalmi munkában látta el a Meteorológiai és Földmágnesességi Magyar Királyi Központi Intézet igazgatói posztját. Ebbéli pozíciójában szervezte meg az egész országban az időjárás-előrejelzés távirati terjesztését.
Sokoldalúságát mutatta, hogy foglalkozott még közlekedéstervezéssel, hajótervezéssel, fényképészettel, sőt zenével (több saját zeneműve ismert) is. Anyanyelvén kívül németül, franciául, angolul, olaszul folyékonyan beszélt.
A Magyar Tudományos Akadémia 1876. június 8-tól levelező, majd 1884. június 5-től tiszteletbeli tagjai közé választotta. Tevékeny részt vett számos bel- és külföldi tudományos társulat működésében, s így szerzett érdemeiért 1881-ben a londoni Királyi Csillagászati Társaság, a liverpooli Astronomycal Society, az Association Scientifique de France, az Astronomische Gesellschaft, a bécsi Photographische Gesellschaft és a bécsi Electrotechnischer Verein is megválasztotta tagjának.
A hazai csillagászat terén kifejtett tevékenysége elismeréséül 1887-ben a király a III. osztályú Vaskorona-renddel tüntette ki. Nemkülönben tulajdonosa volt a tudományért és művészetért adományozott nagy éremnek, a Mária Terézia aranyéremnek, a Voigtländer-féle és egyéb kiállítási aranyéremnek és díszokmánynak. 1913. július 11-én a Ferenc József-rend középkeresztje csillaggal fokozatát adományozta számára az uralkodó.
1885-ben Komárom vármegyénél kitüntetésre javasolták. Tagja volt a Komáromvármegyei és Városi Muzeum-Egyesületnek, majd haláláig az utódjának, a Jókai Közmívelődési- és Muzeum Egyesületnek.
Konkoly-Thege Tata város szabadelvű programmal megválasztott országgyűlési képviselőjeként (1896 és 1905 között) elsősorban a csillagászat és a közlekedés ügyéért lobbizott. 1896-ban miniszteri tanácsosi címet kapott.
1899. május 16-án kelt „Ajándékozási szerződés”-ben ógyallai birtokát és az obszervatóriumot a magyar államnak adományozta. Fegyvergyűjteménye és más tárgyai a komáromi múzeum gyűjteményébe kerültek.
Felesége Madarassy Erzsébet volt.

## Érdekesség
Konkoly Thege Miklós zenét is szerzett, a Rózsavölgyi és társa zeneműboltban kapható volt a Több is veszett Mohácsnál, és a Helyre Kati lassu és csárdás kottája, a darabokat Konkoly Thege Miklós írta át zongorára. 1861-ben a Zenészeti Lapokban Mosonyi Mihály elemezte a Szegény paraszt című csárdását, a részletes elemzést Mosonyi a következő méltató szavakkal kezdi: „Mennyi kedélyesség és minő természetes pathost találunk a Szegény paraszt című csárdásban!” A zongoraműveken kívül pedig nyitányt is komponált Jókai Mór Milton című drámájához, melynek 1876. április 3-án volt a bemutatója.

## Művei
- Az ó-gyallai csillagda leírása s abban történt napfoltok észlelete, néhány spectroscopicus észlelés töredékeivel. 1872 és 1873. Budapest, 1874. Három táblával. (Értek. a mathem. tud. kör. III. 2.)
- Csillagászati megfigyeléseim 1874. és 1875-ben. 3. tábl. Uo. 1876. (Ért. a math. t. kör. IV. 4.)
- Napfoltok megfigyelése az ó-gyallai csillagdában, egy tábl. Ugyanott, 1876. (Értekezések a math. tud. kör. IV. 5.)
- A napfoltok és napfelületének kinézése 1876-1881-ig. Képtáblákkal. Uo. 1877-82. (Ért. a mathem. tudom. kör. V. 9., VI. 9., VII. 4., VII. 13., IX. 4.)
- A teljes holdfogyatkozás 1877. febr. 27. (Borelli) 1. sz. üstökös színképének megfigyelése az ó-gyallai csillagdán. Uo. 1877. (Ért. a math. t. kör. V. 8.)
- 160 álló csillag szinképe. Megfigyeltetett az ó-gyallai csillagdán 1876-ban. Uo. 1877. (Ért. a math. t. kör. V. 10.)
- Hulló csillagok megfigyelése a magyar korona területén 1871-1882. Uo. 1877-83. (Ért. a math. t. kör. VI. 1., 2., 8., VII. 3., 11., VIII. 5., IX. 6., X. 3.)
- Mercur átvonulása a nap előtt. Megfigyeltetett az ó-gyallai csillagdán, 1878. máj. 6. Uo. 1878. (Ért. a math. tud. kör. VI. 10.)
- Mars felületének megfigyelése az ó-gyallai csillagdán az 1877. oppositio után, 1 tábla rajz. Uo. 1879. (Ért. a math. t. kör. VII. 1.)
- Álló csillagok szinképének mappirozása. Uj módszer a csillagok szinképét könnyen megfigyelhetni. Uo. 1879. (Ért. a math. t. kör. VII. 2.)
- Beobachtungen angestelt am astrophysikalischen Observatorium in Ó-Gyalla. Halle, 1879-95. XVIII. köt.)
- Annalen der Sternwarte in Ó-Gyalla, I-VIII. Band (VIII. Spectroscopische Durchmusterung des südlichen Himmels von O° bis ‐15° Declination) IX., X. Halle. (Összesen 133 ív.)
- Spectroscopicus megfigyelések az ó-gyallai csillagvizsgálón. Bpest, 1880. (Ért. a math. t. kör. VII. 7.)
- Hulló csillagok radiatió pontjai. Levezetve a magyar korona területén tett megfigyelésekből 1871-től 1878 végéig. Uo. 1880. (Ért. a math. tud. kör. VII. 12.)
- Adatok Jupiter és Mars physikájához. 1879. 3 tábla rajz. Uo. 1880. (Ért. a math. t. kör. VII. 14.)
- Astrophysikai megfigyelések az ó-gyallai csillagvizsgálón 1880 és 1881-84-ben. Uo. 1880-1885. Rajztáblákkal. (Ért. a math. t. kör. VIII. 1., IX. 1., X. 2., X. 11., XI. 1., XII. 2.)
- Adatok Jupiter physikájához 1880-ban. Uo. 1881. (Ért. a math. t. kör. VIII. 2.)
- Napfoltok megfigyelése 1880-ban és 1382 napfolt micrometricus mérése. Két tábla rajz. Uo. 1881. (Ért. a math. tud. kör. VIII. 4.)
- Csillagászati megfigyelések az ó-gyallai csillagvizsgálón 1881-83-ban. Uo. 1881. (Ért. a math. tud. kör VIII. 6., IX. 5., X. 5., XI. 7.)
- 102 hullócsillag kisugárzó pont levezetve 518 megfigyelésből, melyek a magyar korona területén 1879-80-ban tétettek. Uo. 1881. (Ért. a math. tud. kör. VIII. 7.)
- Új villámzáró vagy nyitó készülék normál-órán és a Jurgensen-féle óraszerkezet. 1 képtábla. Uo. 1881. (Ért. a math. t. kör. VIII. 8.)
- Csillagászati megfigyelések az ó-gyallai csillagvizsgálón Budapest, 1882 (Értk. a math. t. kör. IX. 5.)
- Adatok Jupiter és Mars physikájához az 1881-ki megfigyelésből. 3. tábl, Uo. 1882. (Ért. a math. t. kör. IX. 7.)
- Az üstökösök vegytani alkotása. Uo. 1882. (Ért. a math. t. kör. IX. 8.)
- Egy új reversio spectroscop s annak használata. 1 tábl. Uo. 1883. (Ért. a math. t. kör. X. 4.)
- Néhány szó az üstökösök vegytani alkotásáról. Összehasonlítva a meteoritekkel. Uo. 1883. (Értk. a math. t. kör. X. 6.)
- Egy uj szerkezetű spectorscop. 1 tábl. Uo. 1883. (Ért. a math. t. kör. X. 7.)
- Anleitung zur Anstellung astronomischer Beobachtungen. Braunschweig. 1883. 345 ábrával.
- A nap felületének megfigyelése 1882-83-ban az ó-gyallai csillagdán. Bpest, 1883-84. (Ért. a math. t. kör. X. 1., XI. 2.)
- Hullócsillagok megfigyelése a magyar korona területén 1883-ban és azok 47 kisugárzó pontjának levezetése. Uo. 1884. (Ért. a math. tud. kör. XI. 3.)
- 615 állócsillag spectruma. A déli öv átkutatásának első része 0°-tól 15°-ig (Hora 12-2.). Uo. 1884-85. (Ért. a math. t. köz. XI. 4. XII. 5.)
- Előleges vizsgálatok néhány szénhidrogén-gáz spectrumán spectralphotometerrel. 3 tábl. és 2 fametszet. Uo. 1884. (Ért. a math. t. kör. XI. 8.)
- Anleitung zur Anstellung astronomischer Beobachtungen. Braunschweig, 1885.
- A napfoltok és nap felületének megfigyelése az ó-gyallai csillagvizsgálón 1884-ben. Egy fametszet. Bpest, 1885. (Ért. a math. t. kör. XII. 1.)
- Hullócsillagok megfigyelése a magyar korona területén 1884-ben 26 radiatio-ponttal. Uo. 1885. (Ért. a math. t. kör. XII. 4.)
- A napfoltok gyakorisága 1872-től 1884 végéig. Az ó-gyallai megfigyelésekből s azok összehasonlításával s részben kiegészítésével, a zürichi megfigyelésekkel. 2. kőny. tábl. Uo. 1885. (Ért. a math. t. kör. XII. 6.)
- Adatok Jupiter physikájához. Az 1883-84. oppositióból. 2 tábl. Uo. 1885. (Ért. a math. t. ör. XII. 7.)
- Hullócsillagok megfigyelése a magyar korona területén 1885-ben. Uo. 1886. (Ért. a math. t. kör. XIII. 2.)
- Az égitestek fizikai alkotásáról. Uo. 1886. (Természettudományi előadások gyűjteménye 54.)
- 855 állócsillag spectruma. A déli öv átkutatásának III. része 0°-tól 15°-ig. Uo. 1887. (Ért. a math. t. kör. XIII. 3.)
- Praktische Anleitung zur Himmelsphotographie nebst einer korzgefassten Anleitung zur modernen photographischen Operation und der Spectralphotographie im Cabinet. Mit 218 Textabbildungen. Halle a. S., 1887. (A Himmelsphotographie cz. része a Trewendt-féle nagy természettud. Encyclopediának).
- Handbuch f. Spektroscopiker im Cabinet u. am. Fernrohr. Praktische Winke für Anfänger auf dem Gebiete der Spectralanalyse. Uo. 1890.
- Bevezetés a fotographozásba. Útmutatásul kezdő műkedvelőknek. Bpest, 1891.
- A m. kir. országos meteorológiai intézet pavillonjának magyarázattal ellátott catalogusa. Uo. 1896.
- Adalékok a 252 m/m refractor, egy theodolit és egy chronograph átépítéséhez. Bpest, 1905.
- Az újabban beszerzett műszerek ismertetése. Bpest, 1906.
- Az 1908. év kezdetétől az 1911. év végéig az ógyallai M. Kir. Konkoly-Alapítványú Astrophysikai Observatoriumon az újonnan beszerzett és házilag előállított műszerek ismertetése. Bpest, 1912.
- Az ógyallai Konkoly-alapítványú asztrofizikai obszervatórium történetének rövid vázlata. Komárom - A Jókai Közmívelődési- és Muzeum Egyesület hivatalos értesítője 1913, I, 15-22.

## Emlékezete

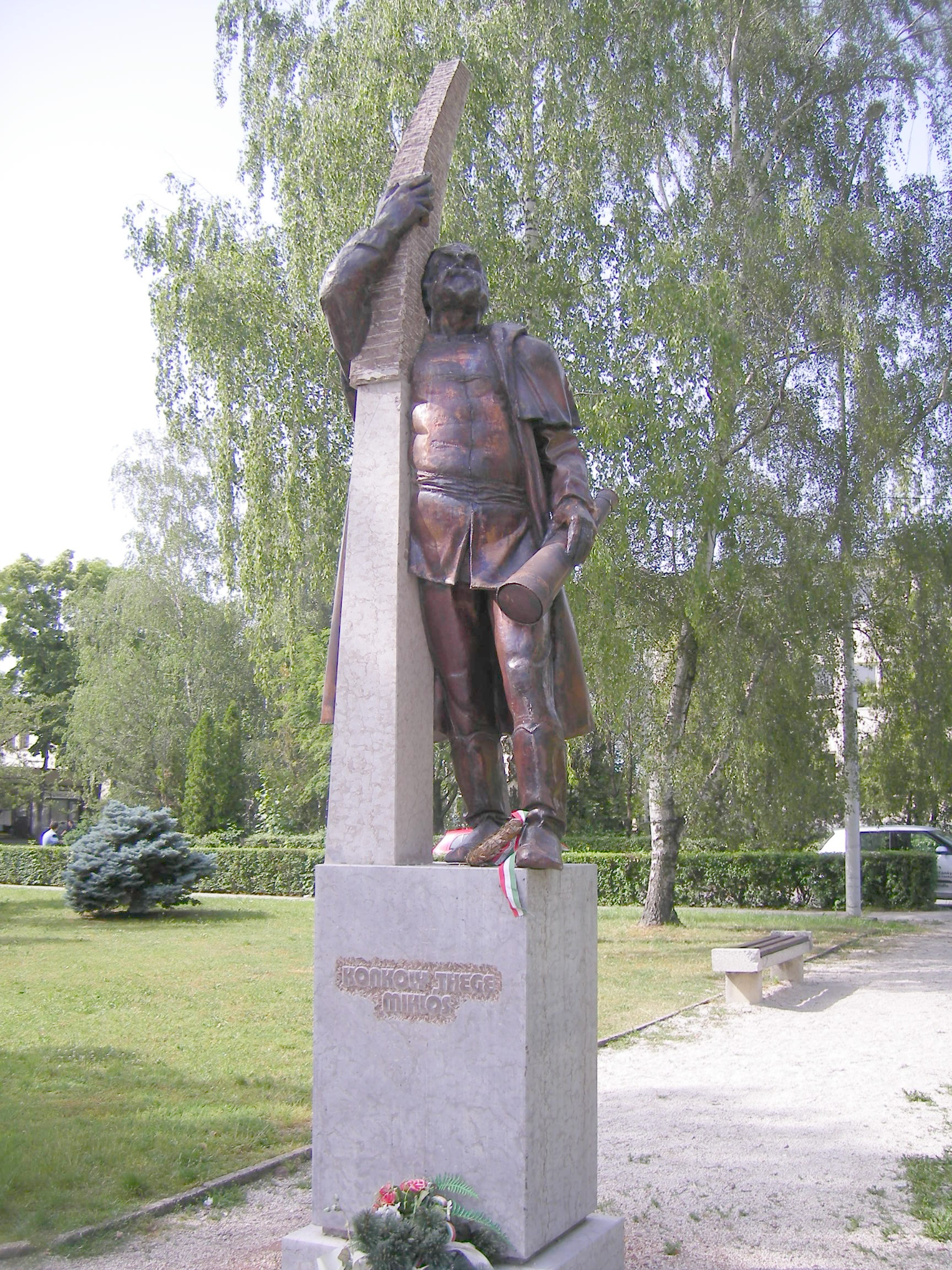
Szobra Ógyallán

Alapítóként róla nevezték el az ELKH Csillagászati és Földtudományi Kutatóközpont Konkoly Thege Miklós Csillagászati Intézetét, amely Budapest XII. kerületében a róla elnevezett utcában található. Több csillagászati társaság is viseli a nevét.